# Sebastian Benkert
Sebastian Benkert (* 1779 in Volkach; † Dezember 1845 in Würzburg) war ein bayerischer Jurist und Bürgermeister.

## Leben und Wirken
Sebastian Benkert studierte Rechtswissenschaften, lebte in Volkach, wurde im November 1813 in den Staatsdienst des Großherzogtums Würzburg übernommen und war dann als Aktuar am Landgericht in Volkach und als ebensolcher ab 1820 in Würzburg tätig. 1821 bis 1832 war Benkert Zweiter Bürgermeister von Würzburg und von 21. März 1833 bis 1840 war er Erster rechtskundiger Bürgermeister Würzburgs.